# Верхньосуянська сільська рада
Верхньосуя́нська сільська рада (рос. Верхнесуянский сельский совет) — муніципальне утворення у складі Караідельського району Башкортостану, Росія. Адміністративний центр — присілок Седяш.
Станом на 2002 рік центром сільради був присілок Нижній Суян.

## Населення
Населення — 336 осіб (2019, 406 в 2010, 427 в 2002).

## Склад
До складу поселення входять такі населені пункти:
| Населений пункт        | Населення, осіб (2002) | Населення, осіб (2010) |
| ---------------------- | ---------------------- | ---------------------- |
| Верхній Суян, присілок | 26                     | 17                     |
| Нижній Суян, село      | 5                      | 1                      |
| Седяш, присілок        | 299                    | 301                    |
| Усть-Бартага, присілок | 97                     | 87                     |